# Burdur
Burdur è una città della Provincia di Burdur, in Turchia. Il nome della città è un'etimologia popolare Turca derivante dall'antico nome Greco della città, Πολυδώριο (Polydorio).